# 內蒙古教育出版社
內蒙古教育出版社 (英語：Inner Mongolia Education Press)是一家位于内蒙古呼和浩特的出版社。

## 历史
创建于1960年4月25日，每年出版大约2,000种书籍，包括日语，俄语，英语和其他外语译作，以及两本蒙古语期刊。主要出版教育类书籍。